# Maximilian Musselius
Maximilian Musselius (en russe : Максимилиа́н Муссе́лиус), né le 25 novembre 1884 à Saint-Pétersbourg et mort le 20 janvier 1938 à Vologda est un astronome et astrophysicien soviétique.
En 1898-1903, il étudie au gymnasium de Tsarskoïe Selo, puis en 1904-1910, à l'Université de Leningrad. Il travaille ensuite au Département des voies fluviales et des chaussées. En 1910-1915, il participe à deux expéditions hydrométriques en Sibérie, explorant les cours de la Toura et de la Tobol et le bassin de la Léna.
Mobilisé en 1912, il participe à la Première Guerre mondiale. De retour à la vie civile en 1918, sa carrière se poursuit à l'observatoire de l'Université de Kazan.
Il travaille à l'observatoire de Poulkovo à partir de 1925. Candidat ès sciences en 1936.
Le 11 février 1937, il est arrêté dans une vague d'arrestations connue sous le nom d'affaire de Poulkovo. Il est condamné à dix ans de prison. Lorsqu'il purge sa peine dans la prison de Vologda, son dossier est de nouveau examiné par la Troïka du NKVD. On l'accuse cette fois de la propagande de trotskisme parmi les détenus. Fusillé le 20 janvier 1938, il est officiellement réhabilité en 1957.